# Kanikleios
Il kanikleios (in greco κανίκλειος?), più formalmente chartoularios tou kanikleiou o epi tou kanikleiou uno degli uffici più elevati della aristocrazia nell'impero bizantino. Il suo detentore era il depositario del calamaio, il kanikleion, a forma di piccolo cane (in latino canicula) che conteneva l'inchiostro rosso con il quale l'imperatore firmava gli atti di Stato. L'incarico fece la sua prima apparizione nel IX secolo, ed era solitamente abbinato ad altre incombenze.
La sua prossimità con l'imperatore e la natura dell'incarico, fecero del kanikleios una persona molto influente, specialmente nella formulazione delle crisobolle imperiali. L'ufficio venne spesso affidato a collaboratori di fiducia, da parte degli imperatori, che ricoprivano il ruolo di primi ministri: in particolare Teoctisto sotto Michele III, Niceforo Urano nei primi anni di regni di Basilio II, il potente Teodoro Stippeiote sotto Manuele I Comneno, Niceforo Aliate sotto Giovanni III Vatatze e Michele VIII, e lo studioso Niceforo Cumno, che detenne anche l'incarico di primo ministro (mesazōn) sotto Andronico II Paleologo. L'ultimo detentore di questo incarico, a noi noto, fu Alexios Palaiologos Tzamplakon nel 1438 circa.
A Costantinopoli vi era anche un quartiere, sulla riva del Corno d'Oro dal nome ta Kanikleiou, che aveva preso il nome dal palazzo di Teoctisto.